# Хаммерсхаимб, Йорген Франц
Йорген Франц Хаммерсхаимб (6 июля 1767 — 24 мая 1820) — фарерский юрист, государственный деятель, лёгмаур (фар. Løgmaður, правитель, верховный судья, премьер-министр Фарерских островов) (1805—1816).

## Биография
Происходил из богемского дворянства с немецкими корнями. Сын судебного пристава. Проживал на Фарерских островах с 1809 года. Юрист.
В 1805—1816 годах занимал премьерское кресло. Был последним премьер-министром до упразднения лёгтинга Фарерских островов датскими властями в 1816 году.
Его сын — Венсеслаус Ульрикус Хаммерсхаимб, фольклорист и учёный-лингвист, известный как создатель современного фарерского литературного языка.